# جیمی ریمر
جیمی ریمر (به انگلیسی: Jimmy Rimmer) زادهٔ ۱۰ فوریه ۱۹۴۸ بازیکن فوتبال اهل انگلستان بود که سابقهٔ بازی در تیم ملی فوتبال انگلستان را در کارنامهٔ خود دارد. وی در تاریخ ۲۸ مه ۱۹۷۶ تنها بازی ملی خود را در مقابل تیم ملی فوتبال ایتالیا انجام داد.